# أوان (ورزقان)
أوان هي قرية في مقاطعة ورزقان، إيران. عدد سكان هذه القرية هو 369 في سنة 2006.